# 비비 안데르손
비비 안데르손(Bibi Andersson, 1935년 11월 11일 ~ 2019년 4월 14일)은 스웨덴의 배우이다.

## 출연 작품

### 영화
- 프로스트, 2008
- 엘리나, 2002
- 바베트의 만찬, 1987
- 테러리스트, 1983
- 바른푀르비우데트, 1979
- 산티아고에 비가 내린다, 1976
- 접촉, 1971
- 정열, 1969
- 마이 시스터 마이 러브, 1966
- 페르소나, 1966
- 더 스웨디쉬 미스트리스, 1962
- 악마의 눈, 1960
- 뒤에 숨겨진 이야기 - 산딸기, 1957
- 산딸기, 1957